# Jive Bunny and the Mastermixers
Jive Bunny and the Mastermixers, stylisé Jive Bunny & the Mastermixers, est un groupe britannique de pop, originaire de Rotherham, dans le Yorkshire, en Angleterre. Il est identifié par un grand lapin blanc nommé Jive Bunny. Leurs deux titres-phares présentent la particularité d'être des medleys de hits du rock 'n' roll des années 1950 et 1960.
Après Gerry and the Pacemakers et Frankie Goes to Hollywood, Jive Bunny and the Mastermixers devient le troisième groupe à placer ses trois premiers singles (Swing the Mood, That's What I Like et Let's Party (en)) à la première place du classement officiel du Royaume-Uni. Le groupe place 10 titres dans le classement officiel national en à peine deux ans, entre juillet 1989 et novembre 1991 et écoule 15 millions d'exemplaires.
En 2016, le groupe est toujours actif dans différents festivals anglais et européens.

## Histoire

### Formation et débuts
En 1983, John Pickles, fils d'un mineur du Yorkshire, rachète un studio d'enregistrement en faillite. Ayant toujours voulu travailler dans le show business, il peut enfin enregistrer ses propres compositions et fonde le label Music Factory. Dès 1986, il lance le service Mastermix, exclusivement destinés aux DJ. Plus de 1500 DJ en profiteront à travers toute l'Europe.
Andy Pickles repère Les Hemstock, un DJ anglais résidant en Norvège mais travaillant déjà pour lui via son service. Pickles l'invite à réaliser un enregistrement dance d'environ 6 minutes dans son studio en Angleterre en compagnie de son fils Andy, 20 ans, qui a déjà l'habitude de travailler des bandes mixées pour DJ. Swing the Mood est né et sa première distribution aura lieu en 1988 via l'album mensuel n°22 du service Mastermix.
John Pickles cherche un frontman et son fils lui propose un lapin géant. Andy contacte un ami artiste et lui confie la création d'un personnage « cool et à la mode » : Jive Bunny. Ce personnage identifiera le groupe, apparaissant en tant que cartoon dans leurs clips et sur leurs jaquettes, ou via un déguisement lors de leurs représentations (à l'origine, c'est un ami de Andy qui enfilait le costume, Andy se considérant trop grand). Le père Pickles devient manager et porte-parole du groupe Jive Bunny and the Mastermixers.
Ian Morgan, un DJ qui mixait quelques morceaux avec Andy Pickles, devient également producteur du groupe, notamment pour le titre That's what I Like. Il est remplacé au début des années 1990 par Mark "The Hitman" Smith, également dj et producteur.

### Construction des morceaux
Leurs plus grands succès utilisent une piste instrumentale comme toile de fond pour lier les différents morceaux samplés, à la façon d'un mégamix :
- Swing the Mood utilise la trame de In the Mood de Glenn Miller,
- That's What I Like utilise le thème de la série Hawaii Police d'État,
- Let's Party (en) utilise la March of the Mods (Finnjenka Dance).

Les medleys européens intègrent les enregistrements originaux mais la législation américaine l'empêchant, Jive Bunny produit des versions remixées utilisant des samples réenregistrés.

### Succès
À ses débuts, par sa manière de construire les morceaux, Jive Bunny and the Mastermixers fut parfois présenté comme le pendant anglais du groupe néerlandais Stars on 45 (en) qui avait connu un beau succès européen quelques années auparavant,. Les Pickles estiment que le succès rapide du morceau, et par la suite du groupe, tient aux faits que les enfants aimaient le lapin, les jeunes appréciaient le rythme global du morceau, les parents écoutaient avec nostalgie les tubes rock du passé et les plus anciens se remémoraient les airs de jeunesse (le titre In The Mood de Glenn Miller date de 1939),.
Andy Pickles considère avoir créé les premiers mash-ups même si certains considèrent qu'ils ne font que du collage.  En 1989, à la sortie de Let's Party, l'émission Juke Box Jury de la BBC critique ouvertement le morceau. Parmi les invités, Carol Decker du groupe T'Pau le décrit d'« horrible et dégoutant ». L'album Ultimate 80s Party contient une version de Kids in America de Kim Wilde. Elle dira regretter cette version dans une interview au quotidien belge Het Nieuwsblad en 1990, considérant que Jive Bunny se moque des artistes ainsi repris.

## Discographie partielle

### Singles
| Année                                                                                        | Titre                               | Meilleure position | Meilleure position | Meilleure position | Meilleure position | Meilleure position | Meilleure position | Meilleure position | Meilleure position | Meilleure position | Meilleure position | Meilleure position | Meilleure position | Meilleure position | Meilleure position |
| Année                                                                                        | Titre                               | R-U                | IRL                | P-B                | BEL                | FR                 | IT                 | ALL                | AUT                | SUI                | SUÈ                | NOR                | AU                 | NZ                 | USA                |
| -------------------------------------------------------------------------------------------- | ----------------------------------- | ------------------ | ------------------ | ------------------ | ------------------ | ------------------ | ------------------ | ------------------ | ------------------ | ------------------ | ------------------ | ------------------ | ------------------ | ------------------ | ------------------ |
| 1989                                                                                         | Swing the Mood                      | 1                  | 1                  | 1                  | 1                  | 1                  | 19                 | 1                  | 1                  | 2                  | 2                  | 1                  | 1                  | 1                  | 11                 |
| 1989                                                                                         | That's What I Like                  | 1                  | 1                  | 5                  | 4                  | 2                  | —                  | 6                  | 5                  | 4                  | 5                  | 2                  | 4                  | 17                 | 69                 |
| 1989                                                                                         | Let's Party                         | 1                  | 2                  | 70                 | 13                 | 12                 | 51                 | 80                 | 26                 | 13                 | 14                 | 2                  | —                  | —                  | —                  |
| 1990                                                                                         | That Sounds Good to Me              | 4                  | 1                  | 12                 | 12                 | 15                 | —                  | 36                 | 19                 | 19                 | —                  | —                  | —                  | —                  | —                  |
| 1990                                                                                         | Can Can You Party                   | 8                  | —                  | 51                 | 28                 | —                  | —                  | —                  | 27                 | 13                 | —                  | —                  | —                  | —                  | —                  |
| 1990                                                                                         | Let's Swing Again                   | 19                 | —                  | —                  | 36                 | —                  | —                  | —                  | 27                 | —                  | —                  | —                  | —                  | 49                 | —                  |
| 1990                                                                                         | The Crazy Party Mixes               | 13                 | —                  | —                  | —                  | —                  | —                  | —                  | —                  | —                  | —                  | —                  | —                  | —                  | —                  |
| 1991                                                                                         | Over to You John (Here We Go Again) | 28                 | —                  | —                  | 43                 | —                  | —                  | —                  | —                  | —                  | —                  | —                  | —                  | —                  | —                  |
| 1991                                                                                         | Hot Summer Salsa                    | 43                 | —                  | —                  | —                  | —                  | —                  | —                  | —                  | —                  | —                  | —                  | —                  | —                  | —                  |
| 1991                                                                                         | Rock 'n' Roll Dance Party           | 48                 | —                  | —                  | 24                 | —                  | —                  | —                  | —                  | —                  | —                  | —                  | —                  | —                  | —                  |
| « — » signifie que le titre n'a pas atteint les classements ou n'est pas sorti dans ce pays. |                                     |                    |                    |                    |                    |                    |                    |                    |                    |                    |                    |                    |                    |                    |                    |